# Illangulién
Illangulién, (llamado también Quiromanite, Queupulien o Antiguenu, fue el toqui mapuche (jefe bélico) elegido para reemplazar Lemucaguin o Caupolicán el joven en 1559 tras la Batalla de Quiapo hasta su muerte en batalla en la Batalla de Angol en 1564.

## Batalla de Quiapo
Después de la campaña de García Hurtado de Mendoza, marqués de Cañete, que culminó en la Batalla de Quiapo, muchos de los guerreros mapuches estaban heridos o muertos y la población había sido diezmada por los efectos de la guerra, el hambre y las epidemias. Elegido por los restantes dirigentes mapuches poco tiempo después de la batalla de Quiapo, Illangulién decidió aparentemente aceptar la oferta de sumisión a los españoles mientras que él y algunos guerreros se retiraron en secreto a los pantanos de Lumaco. Allí se construyó una base donde reunieron sus fuerzas y formaron una nueva generación de guerreros para una futura rebelión.

## Un nuevo levantamiento general
Después del asesinato del odiado encomendero Pedro de Avendaño en julio de 1561, se desencadenó un nuevo levantamiento general de los mapuches, mucho mayor que los anteriores. Illangulién después de varios años ocultando sus actividades en los pantanos comenzó a dirigir a sus guerreros recién formados hacia el exterior en incursiones de temporada en territorio español, y a vivir de las tierras de sus enemigos. Sus fuerzas se enfrentaron con las del Gobernador Francisco de Villagra derrotándolos en varias ocasiones en los años sucesivos.

## Muerte de Francisco de Villagra
Después de la muerte de Francisco de Villagra, afectado por la muerte de su hijo Pedro de Villagra, el mozo en la Batalla del Fuerte Lincoya, Illangulién luchó contra las fuerzas de su sucesor, Pedro de Villagra, en los alrededores de la ciudad de San Andrés de Los Infantes. En marzo de 1564, durante la Batalla de Angol, en una serie de movimientos de pinzas, contra el comandante de la guarnición, Lorenzo Bernal del Mercado, el Toqui fue capaz de bloquear la ciudad con fortalezas inexpugnables, a medida que avanzaba su bloqueo se situaba cada vez más cerca a la ciudad. Finalmente, el comandante de la guarnición, dada su peligrosa proximidad a Los Infantes, optó por atacar la posición antes de que más mapuches llegaran. Bernal del Mercado fue capaz de alcanzar con un destacamento al ejército mapuche en una posición incómoda a lo largo de la orilla de un río cercano y conducirlos a una pendiente pronunciada en el río donde mató a más de un millar de ellos, incluyendo al toqui Illangulién.